# Adam Pawłowski (filolog)
Adam Tomasz Pawłowski (ur. 1960 r. w Łodzi) – polski lingwista i informatolog specjalizujący się w językoznawstwie, komunikacji, zarządzaniu informacją oraz metodologii badań. Nauczyciel akademicki związany z Uniwersytetem Wrocławskim i Politechniką Wrocławską.

## Życiorys
Syn Bohdana Pawłowskiego. Urodził się w 1960 roku w Łodzi, od 1961 roku mieszkał w Cieplicach Śl. Zdroju, następnie w Jeleniej Górze. W 1980 roku ukończył jeleniogórskie I Liceum Ogólnokształcące im. Stefana Żeromskiego. W 1979 podjął studia na Wydziale Informatyki i Zarządzania Politechniki Wrocławskiej, które ukończył w 1985 roku. Cztery lata później otrzymał tytuł magistra filologii romańskiej na Uniwersytecie Wrocławskim.
Po ukończeniu studiów związał się zawodowo z Uniwersytetem Wrocławskim. W 1996 roku Uniwersytet w Lozannie nadał mu stopień naukowy doktora nauk humanistycznych w zakresie językoznawstwa o specjalności językoznawstwo na podstawie pracy pt. Séries temporelles en linguistique. Avec application á l'attribution de textes: Romain Gary et Emile Ajar, której promotorem był prof. Remi Jolivet. W 2002 roku Rada Wydziału Neofilologii Uniwersytetu Warszawskiego nadała mu stopień naukowy doktora habilitowanego nauk humanistycznych w zakresie językoznawstwa o specjalności lingwistyka na podstawie rozprawy Metody kwantytatywne w sekwencyjnej analizie tekstu. W 2013 roku prezydent Polski Bronisław Komorowski nadał mu tytuł profesora nauk humanistycznych.
Odbył liczne staże naukowe w renomowanych uczelniach zagranicznych, m.in. jako stypendysta Fundacji Aleksandra von Humboldta, występował także jako ekspert Biura Analiz i Dokumentacji Senatu RP oraz Ministerstwa Spraw Zagranicznych w zakresie polityki językowej. Obecnie zatrudniony jest w Instytucie Informacji Naukowej i Bibliotekoznawstwa Uniwersytetu Wrocławskiego, a w przeszłości wykładał w Karkonoskiej Państwowej Szkole Wyższej w Jeleniej Górze. Jest członkiem International Quantitative Linguistics Association, Polskiego Towarzystwa Językoznawczego oraz Societas Humboldtiana Polonorumh. W latach 2008–2016 był Uczelnianym Koordynatorem Dolnośląskiego Festiwalu Nauki.

## Dorobek naukowy
Jego zainteresowania naukowe obejmują metodologię badań ilościowych języka (badania modeli sekwencyjnych struktur językowych, analiza zawartości, lingwistyka korpusowa), zagadnienia z pogranicza nauk ścisłych i humanistyki, naukę o mediach i komunikacji, politykę językową oraz zarządzanie informacją. W ostatnich latach prowadził m.in. badania potencjału naukowego Dolnego Śląska, ewaluację atrakcyjności oferty edukacyjnej uczelni dolnośląskich oraz analizę procesu komunikacji regionu.
Jest autorem czterech monografii i ponad dziewięćdziesięciu artykułów naukowych. Do jego najważniejszych publikacji należą:
- Series temporelles en linguistique avec application a l'attribution de textes. Romain Gary et Emile Ajar, Lusanne 1996.
- Metody kwantytatywne w sekwencyjnej analizie tekstu, Warszawa 2001.
- Wincenty Lutosławski. Oblicza różnorodności, Drozdowo 2006.
- Próba oceny naukowego potencjału Wrocławia i Dolnego Śląska, Wrocław 2008.
- Konkurencyjność szkolnictwa akademickiego we Wrocławiu na polskim i europejskim rynku edukacyjnym, Wrocław 2010.
- Dolny Śląsk w sferze (sieci) makroregionalnej i globalnej. Dokonanie analizy regionu w kontekście spójności zewnętrznej, przestrzennej i gospodarczej, Wrocław 2010.